# فرکلتون
فرکلتون (به انگلیسی: Freckleton) یک روستا و محله مدنی در بریتانیا است که در Fylde واقع شده‌است. فرکلتون ۶٬۰۱۹ نفر جمعیت دارد.